# Dobrosin-Magierów
Dobrosin-Magierów – hromada terytorialna w rejonie lwowskim obwodu lwowskiego Ukrainy. Siedzibą hromady jest wieś Dobrosin.
Hromadę utworzono  w ramach reformy decentralizacji.

## Miejscowości hromady
W skład hromady wchodzi osiedle typu miejskiego Magierów i 35 miejscowości

- Magierów – osiedle typu miejskiego, centrum hromady
- Babiji
- Biszków
- Bobroidy
- Borki
- Bór Kuniński
- Buczmy
- Bzinkowe Dumycze
- Chytrejki
- Cytula
- Dobrosin
- Horodzów
- Hrynczuki
- Kaczmary
- Kamienna Góra
- Kiptie
- Kunin
- Kutynicze
- Ławryków
- Łuszczyki
- Małdryki
- Manasterek
- Milawa
- Okopy
- Pańczyszyny
- Piły
- Piratyn
- Podderewenka
- Podlesie
- Pogorzelisko
- Przedmieście Wielkie
- Wichtie
- Zamek
- Zamkowe Dumycze
- Zarzyszcze
- Zubejki